# Меркадо, Томас де

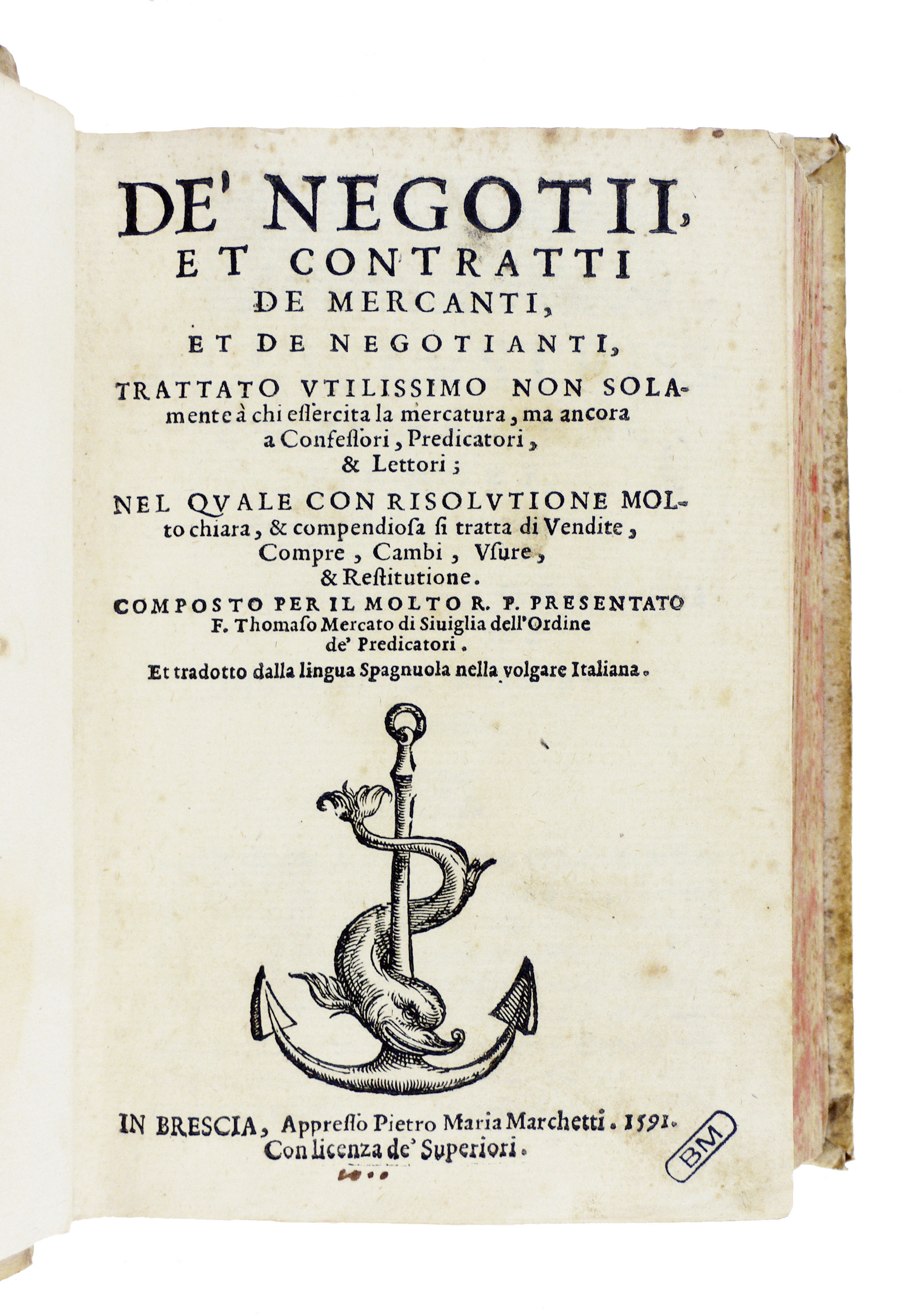
De' negotii et contratti de mercanti, 1591

Томас де Меркадо (1525 — 1575) — испанский монах ордена Доминиканцев, теолог и экономист Саламанкской школы, более всего известный своим трудом 1571 года Summa de Tratos y Contratos («Руководство по сделкам и контрактам»). Совместно с Мартином де Аспилькуэтой стал основателем так называемого «Иберийского монетаризма».
Родился в Севилье (хотя по некоторым источникам — в Мексике). В Мехико (столица колонии Новая Испания) Меркадо в юном возрасте присоединился к ордену Доминиканцев, став преподавателем искусствоведения в монастыре в Мехико, после чего вернулся в Саламанкский университет, чтобы закончить своё обучение.
Окончив аспирантуру в Саламанке, стал преподавателем философии, теологии и права. Затем стал работать на бирже Севильи — центре финансовых и торговых потоков всей Испании.
Умер во время плаванья в Мексику в возрасте 50 лет.
О Меркадо вспомнили только в XX веке, когда Йозеф Шумпетер в своей книге «История экономического анализа» анализировал влияние Меркадо на экономическую мысль (и в первую очередь на монетаризм).

## Summa de Tratos y Contratos
Сумма представляла собой расширенное издание работы Меркадо 1569, а именно De los tratos de India y tratantes en ellas («О сделках в Индии и их природе»). Этот труд был написан как для бизнесменов, так и для ученых, и раскрывал множество самых разнообразных тем, связанных с торговлей Испании в колониях. Аспилькуэта был первым, кто назвал излишек золота из Американских колоний причиной Революции цен, и Меркадо развил эту мысль, добавив
«Высокие цены обрушили экономику и торговлю в Испании, так как произошел приток как товаров из Азии, так и серебряных монет для расплаты за них (товары). Улицы Манилы на наших Испанских Филиппинах можно замащивать гранитом из Китая, привезённого в качестве не более чем балласта, в то время как китайцы забирают наше серебро назад в Китай».
Также Меркадо много писал о «справедливой цене», которую противопоставлял «рыночной (реальной) цене». Анализируя рынок пшеницы, Меркадо много говорил в пользу фиксированного «потолка» цены, обосновывая свою мысль на моральной и теологической основе. Меркадо утверждал, что ради достижения «справедливой цены» государство должно поступиться интересами производителей продукции.
Меркадо, как и многие представили поздней Схоластики в принципе и Саламанкской школы в частности, писал об аморальности рабства и был критиком трансатлантической работорговли. Однако Меркадо не был против покупки чернокожих рабов, которые уже были рабами до этого, и поддерживал рабство для военнопленных, преступников и проданных детей родителями «из нужды».